# Professor Marlin
Il professor Marlin è un personaggio immaginario dei fumetti Disney inventato dagli autori italiani nel 1985. La sua prima apparizione è nella storia Topolino e il segreto della Gioconda, sceneggiata da Bruno Concina e disegnata da Massimo De Vita. Scienziato e inventore della macchina del tempo, risiede a Topolinia e affianca Zapotec, Topolino e Pippo in molte avventure a spasso nei secoli.

## Caratteristiche
Il professor Marlin ha capelli e baffi rossi, e indossa solitamente un camice bianco. Sulla sua storia personale non viene mai detto molto: nella storia Topolino e il naufragio nel tempo (1992) si dice che si è laureato in Fisica presso la fittizia Università di Poppletown: qui, dopo una breve cotta non corrisposta per una bionda di nome Wendy, intreccia una relazione con la bruna e studiosa Annie, che diventerà sua moglie. 
Nella storia Topolino e la schedina fatale si dice che lavora come insegnante di matematica in una scuola superiore. Collabora spesso con il professor Zapotec, di cui è grande amico, ma i due hanno la tendenza a discutere e litigare di continuo: si va dalle accuse di reciproca incompetenza scientifica fino a questioni più frivole (cucina, calcio, musica, ecc). I ricorrenti battibecchi spesso sono la causa di un viaggio con la macchina del tempo per dirimere la questione (curiosamente, quando Zapotec e Marlin sono nei paraggi, anche i loro colleghi scienziati sembrano condividere la medesima litigiosità, come si vede ad esempio in Topolino e il mistero del mundial o Archimede e Pico nemici provvisori). Ama la musica moderna, soprattutto il rock and roll, di cui considera massimi esponenti i «quattro baronetti di Liverpool». Disprezza la musica classica, molto amata invece da Zapotec (Topolino e l'eredità di Mozart).
La storia Topolino e lo strappo cronospaziale (1993) lo rappresenta come sarà in un possibile futuro: ormai invecchiato, non si dedica più alla fisica, ma alla ricerca di intelligenza extraterrestre.

## La macchina del tempo
Secondo quanto narrato in Topolino e il naufragio nel tempo (storia che ricalca per certi versi la sceneggiatura del primo film della trilogia di Ritorno al Futuro), Marlin costruisce la prima rudimentale macchina per il viaggio nel tempo all'università, in parte aiutato da Annie (tuttavia, per un paradosso temporale, sono Topolino e Pippo a suggerirgli l'equazione fondamentale, grazie agli appunti scritti da Marlin stesso nel futuro). Secondo altre versioni, come quella raccontata in Topolino e il guasto temporale (1994), alla creazione dell'apparecchio avrebbe partecipato anche Zapotec. La macchina appare come una grande struttura che ha più o meno la forma di un parallelepipedo, ma con i bordi bombati. All'esterno si trova il quadro comandi, sul quale si impostano le coordinate spazio-temporali della destinazione desiderata, e un portello per accedere all'interno. L'interno è vuoto, e presenta un dispositivo che emette il raggio che smaterializza gli occupanti proiettandoli nel passato. Nella storia Zio Paperone e l'attacco nostalgico (1997), si scopre che un elemento chiave della macchina è un cristallo di tarallium (rarissimo minerale immaginario) posizionato in cima ad essa.
Chi usa la macchina ha la sensazione di fluttuare nel vuoto dello spaziotempo, per poi precipitare dall'alto verso la destinazione prefissata: l'atterraggio è spesso doloroso, ma mai fatale. Per tornare nel presente, il viaggiatore deve trovarsi esattamente nel punto di atterraggio ad orari precisi, generalmente dopo 12, 24 o 36 ore. Questo può essere un problema, dal momento che la macchina è spesso imprecisa, e può capitare di materializzarsi su uno svincolo trafficato (Topolino e il mistero del mundial) o su un terreno che potrebbe venir scavato via (Topolino e l'ultimo romanzo di Roman Zier del 1994). Per ovviare a questi inconvenienti si può usare il telecomando spazio-temporale (vedi oltre), ma solo in alcune storie i personaggi lo portano con sé, così nelle altre devono ingegnarsi in vari modi (in Topolino e l'ultimo romanzo di Roman Zier compare ad esempio lo stratagemma della lettera al futuro, presente anche nel film Ritorno al futuro - Parte III e nel telefilm Quantum leap - In viaggio nel tempo).

### Avventure nel passato
Come già detto, Zapotec e Marlin chiamano solitamente Topolino e Pippo per inviarli indietro nel tempo alla ricerca di spiegazioni a misteri archeologici e/o storici non risolti (ispirati più all'archeologia misteriosa che alla vera e propria archeologia). Nel corso delle loro avventure nel passato Topolino e Pippo hanno incontrato numerose figure storiche (Cleopatra, Nerone, Riccardo Cuor di Leone, Nostradamus, Napoleone Bonaparte, Margherita di Savoia, Alexandre Gustave Eiffel, Jules Verne, Stanlio e Ollio) o leggendarie (Ulisse, Re Artù, Lancillotto, Ginevra, Robin Hood) o a metà tra storia e leggenda (come Re Porsenna), tutte ovviamente riviste in chiave "disneyana". Inoltre si cimentano nella soluzione di misteri di vario tipo:
- Misteri reali: ad esempio le linee di Nazca, il disco di Festo, l'esercito di terracotta, Atlantide, l'Isola di Pasqua.
- Misteri immaginari: ad esempio sulla celebre Tavola Rotonda, o che un pittore di Venezia avesse raffigurato un tacchino prima della scoperta dell'America.
- Misteri immaginari ispirati a quelli reali: un esempio è Topolino e la pietra di Palenque, storia vagamente ispirata ad una lapide del Tempio delle Iscrizioni di Palenque (che viene spesso scambiata dagli appassionati di pseudoarcheologia per un'astronave).
- Misteri non prettamente archeologici: ad esempio legati alla musica o al calcio

Naturalmente, trattandosi di fumetti, le "spiegazioni" a questi misteri sono sempre fantasiose e a tratti umoristiche: ad esempio si scopre che le iscrizioni sul disco di Festo sono solo canzoni (Minotau-rock e La danza di Zorba, rispettivamente portmanteau di "minotauro" e "rock" e parodia di un celebre film), o che i guerrieri di terracotta erano il risultato di una gara su chi avrebbe scolpito la migliore statua raffigurante l'Imperatore (e per il loro numero - e la tremenda bruttezza - furono usati per far credere ai barbari invasori che la Grande muraglia cinese fosse molto ben difesa), o ancora che l'enigmatico sorriso della Gioconda sia stato dovuto al fatto che Leonardo da Vinci non volesse ammettere di non saper dipingere i denti. Anche gli immancabili paradossi temporali, tipici nella narrativa sul viaggio nel tempo, sono affrontati con molta ironia piuttosto che con rigore scientifico. Spesso i personaggi cadono nel paradosso della predestinazione (o, se vogliamo, della profezia che si autoavvera); inviati nel passato per scoprire la causa di un qualche avvenimento, Topolino e Pippo involontariamente provocano quell'avvenimento: per esempio il tacchino di cui sopra si rivelerà ispirato a una figurina che Pippo aveva in tasca (Topolino e il disegno enigmatico del 1992).
L'uso della macchina del tempo presenta altri rischi imprevisti: a causa di un guasto, può ad esempio mutare la personalità (Lo strano caso di Topo Jekyll e Mister Mike del 1994), o addirittura distruggere lo spaziotempo (Topolino e il nonsenso temporale).
In alcune storie la macchina ha un ruolo diverso dal solito: in Topolino e l'enigma della corona di pietra (1993), è la porta verso un mondo fantasy, mentre in Topolino e la schedina fatale è causa indiretta di tensione psicologica tra i personaggi (si sospetta che uno - tra Topolino, Pippo, Zapotec e Marlin - l'abbia usata per giocare d'azzardo).

### Accessori
In alcune storie la macchina del tempo è corredata di particolari accessori:
- La cronoradio, o temporadio, ricetrasmittente con cui si può comunicare attraverso il tempo. Curiosamente, ogni volta che appare viene disegnata in modo diverso ed è spesso presentata come sperimentale (infatti non sempre funziona come si deve). Esempi di storie in cui compare: Topolino e la leggenda di re Porsenna, Topolino e i futuri futuribili, Topolino e il mistero del mundial, Topolino e la memoria futura[11] (1996).
- Il telecomando spazio-temporale, grazie al quale è possibile pilotare la macchina a distanza (intesa sia come spazio che come tempo). Per usarlo bisogna conoscere esattamente le proprie coordinate geografiche, cosa non sempre possibile in epoche passate (per questo i personaggi quando vogliono usarlo portano con sé un sestante). Esempi di storie in cui compare: Topolino e il garage del faraone, Topolino e l'equivoco temporale.
- Comandi per azionare la macchina dall'interno: appaiono solo in Topolino e il segreto degli Etruschi.

### Altri viaggiatori nel tempo
Come Zapotec, anche Marlin viaggia raramente nel tempo, ma quando lo fa dimostra grande spirito di adattabilità e anche doti di leader: in Pippo e l'introvabile Ambvrgvs si improvvisa cuoco nell'antica Roma imperiale, in Topolino e il garage del faraone fonda una fiorente impresa edile nell'antico Egitto, promuovendo l'emancipazione degli schiavi. Anche Marlin, come Zapotec, una volta è andato nel passato per conoscere un suo "mito": Albert Einstein. Ma anche altri personaggi hanno viaggiato con la macchina del tempo:
- Paperon de' Paperoni e Paperino in Zio Paperone e l'attacco nostalgico (per rivivere i fasti del Klondike)
- Tip in Dick Pipp[12] (parodia del 1992 del personaggio di Dick Tracy e dell'omonimo film)
- Minni in Minni e la romantica avventura, parodia de I tre moschettieri (ma il finale lascia il dubbio che si tratti di un sogno).
- Pietro Gambadilegno in numerose storie (a partire da Topolino e la battaglia di Lepanto del 1986), in cui cerca di modificare il passato a proprio vantaggio.
- Pluto in Topolino e la canzone di Nerone, in cui il cane si trova faccia a faccia con il celebre imperatore (la "canzone" del titolo è Arrivederci Roma di Pietro Garinei, Sandro Giovannini e Renato Rascel, ma che nella finzione fumettistica viene "rubata" da Nerone che la spaccia per sua).
- Orazio in Topolino e la quarta caravella[13] (2006) in cui Pippo partito in vacanza da suo cugino, viene temporaneamente rimpiazzato da Orazio, ugualmente caro amico di Topolino.

### Viaggi nel tempo senza macchina del tempo
In alcune storie pubblicate su Topolino capita che i personaggi viaggino nel tempo senza l'ausilio della macchina di Marlin.
- In Topolino e la polvere del tempo[14] (1994), Topolino e Pippo, inviati a Torino per conto del Toposera, scoprono che il mago egizio Marlos, antenato di Marlin, aveva creato una polvere magica per viaggiare nel tempo, e grazie a essa si ritrovano nel XIX secolo, dove indirettamente ispireranno Giovanni Agnelli per la creazione della FIAT.
- In Topolino e la leggenda di Re Porsenna, Topolino e Pippo nell'antica Etruria mancano l'appuntamento con la macchina del tempo, ma riescono lo stesso a tornare grazie ad un cristallo extraterrestre.
- In Topolino e i futuri futuribili, in uno dei possibili bivi Topolino si perde nel futuro ma un suo discendente lo rimanda a casa, perché ha anche lui una macchina del tempo (affermando "Ovvio, ce l'hanno tutti!").
- In Topolino e lo strappo cronospaziale (1993), Topolino, rapito per errore dagli extraterrestri, viaggia nello spazio alla velocità della luce, ritrovandosi nel futuro per un effetto relativistico (paradosso dei gemelli). Purtroppo scopre che Zapotec e Marlin hanno distrutto la macchina del tempo perché non cadesse in mano a Pietro Gambadilegno, divenuto padrone della città con l'aiuto del nipote esperto di computer Pit: per fortuna, nel fumetto si immagina - umoristicamente - che il paradosso dei gemelli sia reversibile compiendo nuovamente lo stesso percorso alla velocità della luce in retromarcia.[15]
- In Topolino e la favolosa Erba Voglio (Topolino n. 1390, 18 luglio 1982), Topolino e Pippo vivono alcuni brevi spostamenti spazio-temporali grazie ad un'erba misteriosa coltivata da Pippo, che se opportunamente interrogata esaudisce i desideri della gente.

### Omaggi e citazioni
- La storia Topolino in "Il nome della mimosa"[16] (1988) è una parodia del romanzo Il nome della rosa di Umberto Eco.
- Nella storia Topolino e il pasticcio nel passato appaiono due giovani Leonardo da Vinci e Sandro Botticelli nel ruolo di gestori di un'osteria. Se la passione di Leonardo per la cucina è ben documentata dal Codice Atlantico, la storia contiene evidenti riferimenti al Codice Romanovv (o Romanoff), ipotetico (ma molto probabilmente immaginario) testo leonardesco che dovrebbe trovarsi al Museo dell'Ermitage, ma che in realtà è citato solo nel libro "Note di cucina di Leonardo da Vinci", di Jonathan Routh (uno dei creatori di Candid Camera e autore di numerosi libri umoristici).[17]

## Altre invenzioni di Marlin
In Topolino e l'evoluzione fatale Marlin inventa involontariamente una macchina che trasforma gli oggetti in quello che potrebbero diventare in futuro (l'effetto dura però solo 48 ore). In Topolino e la memoria futura (su soggetto di Enzo Biagi) crea una macchina che può inviare una proiezione virtuale di una persona nel futuro, ma che non funziona esattamente come sperato. Infine, in Topolino e l'elemento casuale, utilizzando la stessa tecnologia della macchina del tempo inventa un apparecchio per il teletrasporto. Una macchina miniaturizzatrice inventata da Marlin è inoltre al centro di Topolino ino ino, sceneggiata da Alessandro Sisti, disegnata da Claudio Sciarrone nel 1997 ed entrata nel Guinness dei primati come storia a fumetti più piccola del mondo.